# Southia iridescens
Southia iridescens är en insektsart som beskrevs av Ronald Gordon Fennah 1945. Southia iridescens ingår i släktet Southia och familjen Kinnaridae. Inga underarter finns listade i Catalogue of Life.